# Кенні-Лейк (Аляска)
Кенні-Лейк (англ. Kenny Lake) — переписна місцевість (CDP) в США, в окрузі Вальдес-Кордова штату Аляска. Населення — 234 особи (2020).

## Географія
Кенні-Лейк розташоване за координатами 61°37′38″ пн. ш. 144°51′47″ зх. д. / 61.62722° пн. ш. 144.86306° зх. д. (61.627171, -144.862976).  За даними Бюро перепису населення США в 2010 році переписна місцевість мала площу 504,01 км², з яких 503,82 км² — суходіл та 0,20 км² — водойми.

## Демографія
Згідно з переписом 2010 року, у переписній місцевості мешкало 355 осіб у 145 домогосподарствах у складі 91 родини. Густота населення становила 1 особа/км².  Було 258 помешкань (1/км²).
Расовий склад населення:
| - 83,4 % — білих - 8,2 % — корінних американців - 0,3 % — чорних або афроамериканців - 0,3 % — азіатів |

До двох чи більше рас належало 7,6 %. Частка іспаномовних становила 3,4 % від усіх жителів.
За віковим діапазоном населення розподілялося таким чином: 25,4 % — особи молодші 18 років, 61,4 % — особи у віці 18—64 років, 13,2 % — особи у віці 65 років та старші. Медіана віку мешканця становила 44,5 року. На 100 осіб жіночої статі у переписній місцевості припадало 110,1 чоловіків;  на 100 жінок у віці від 18 років та старших — 113,7 чоловіків також старших 18 років.
Цивільне працевлаштоване населення становило 34 особи. Основні галузі зайнятості: освіта, охорона здоров'я та соціальна допомога — 76,5 %, мистецтво, розваги та відпочинок — 23,5 %.